# 愛宕坂
愛宕坂（あたござか）とは、福井県福井市足羽にある足羽山の北東側から、足羽山の中腹にある足羽神社に通じる石段の坂道。石段は笏谷石でつくられ、145段の石段が全長165ｍ続く。ほかにも足羽山への登り口として、百坂、横坂がある。

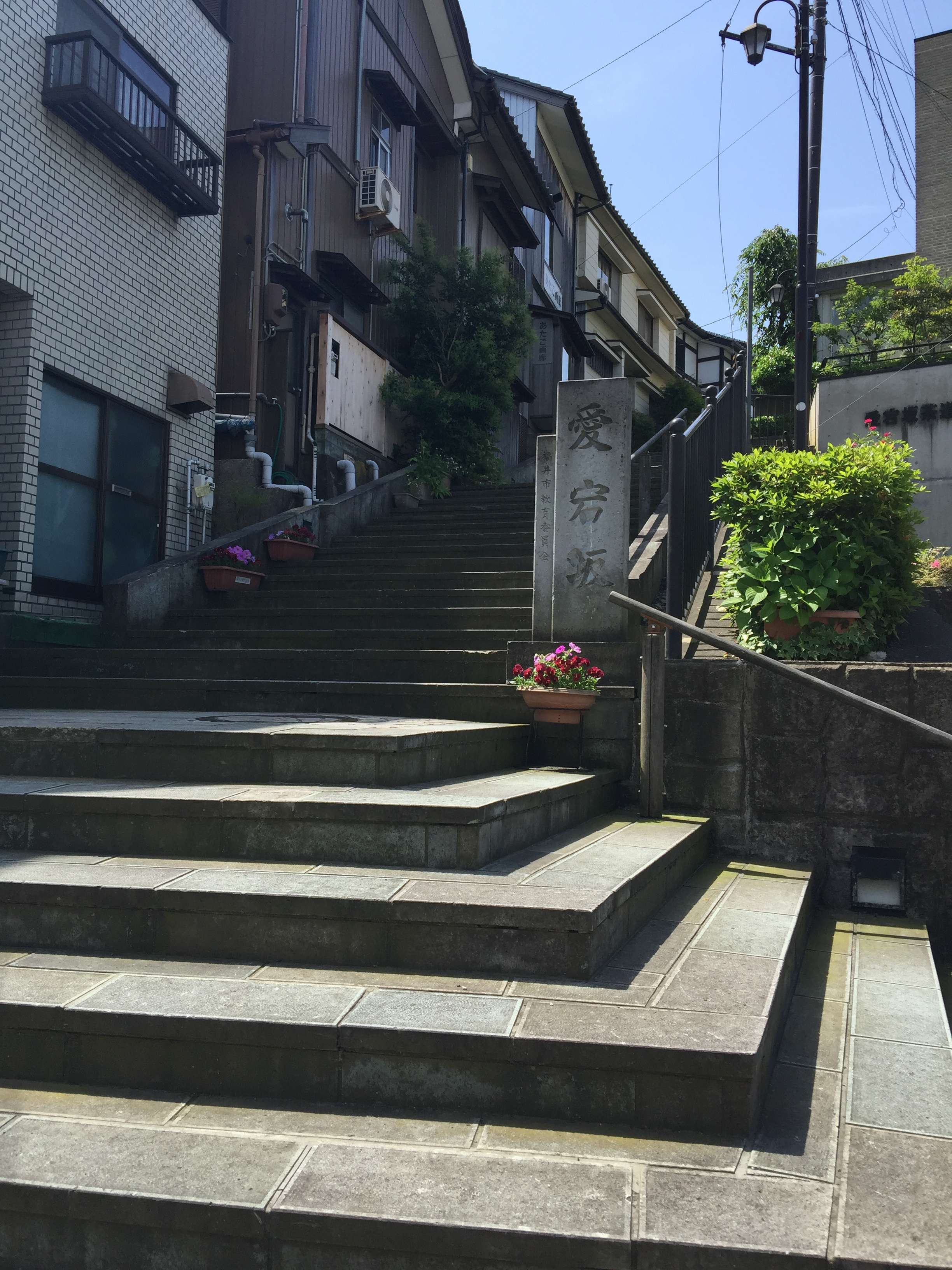
愛宕坂

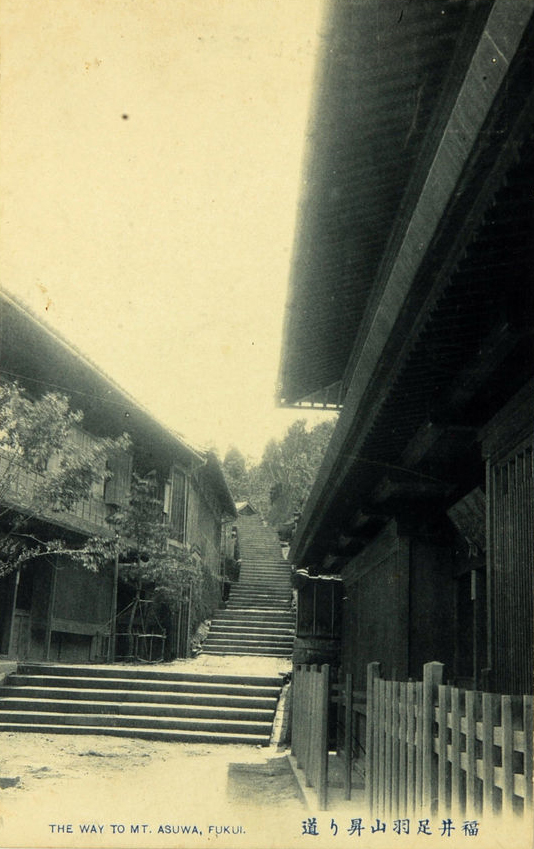
足羽山昇り道（絵葉書、愛宕坂）

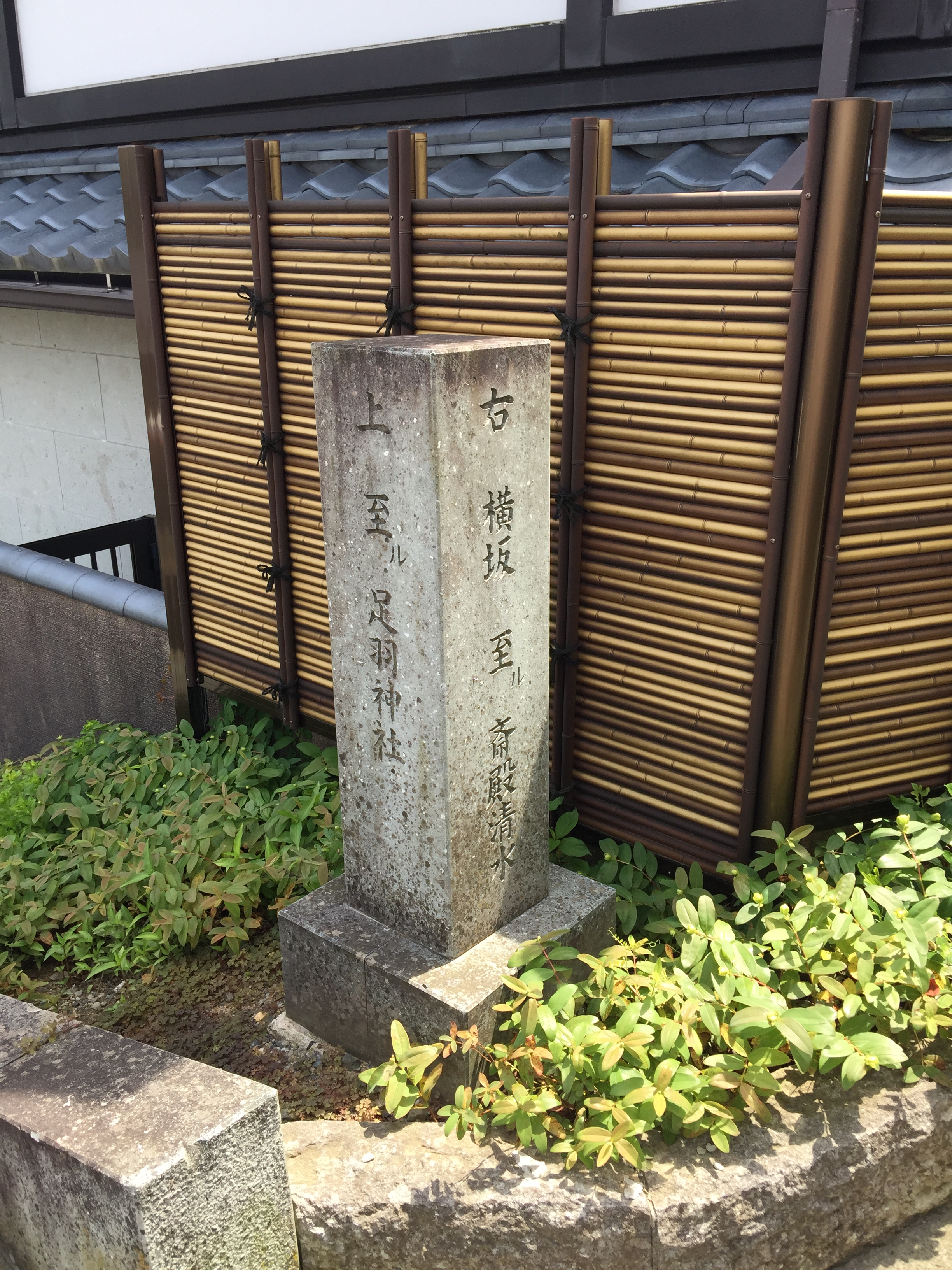
横坂（石碑）

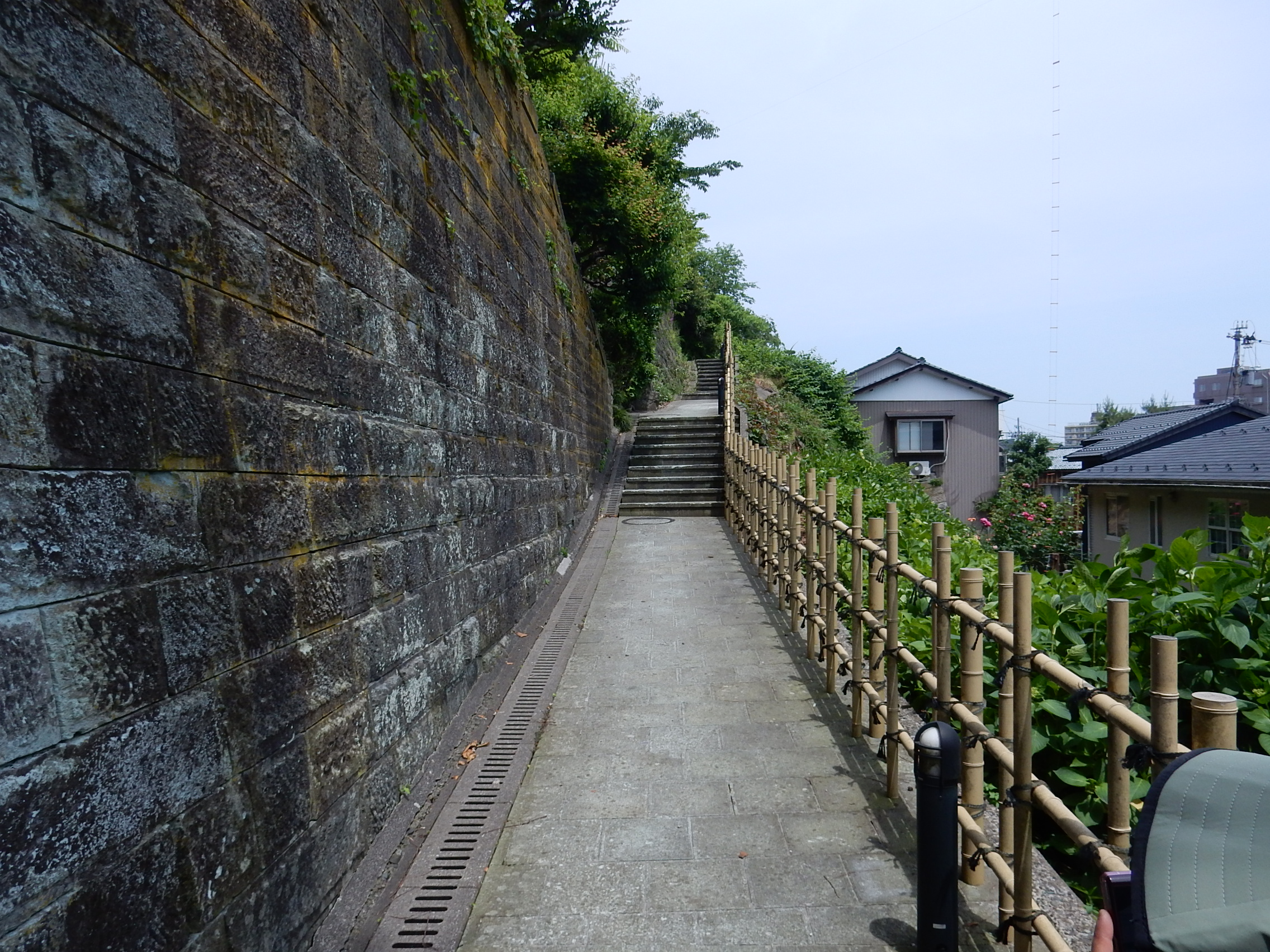
横坂

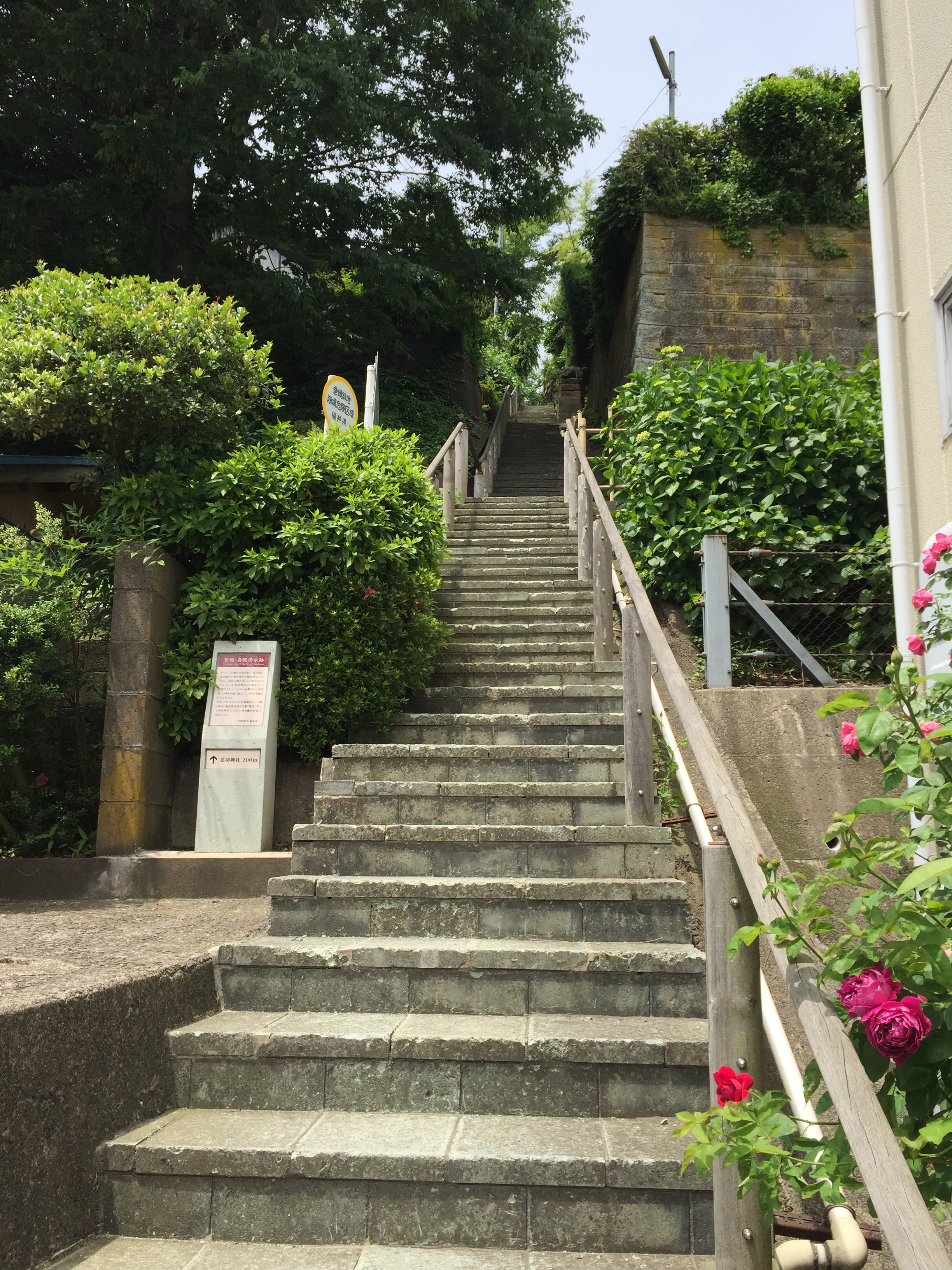
百坂

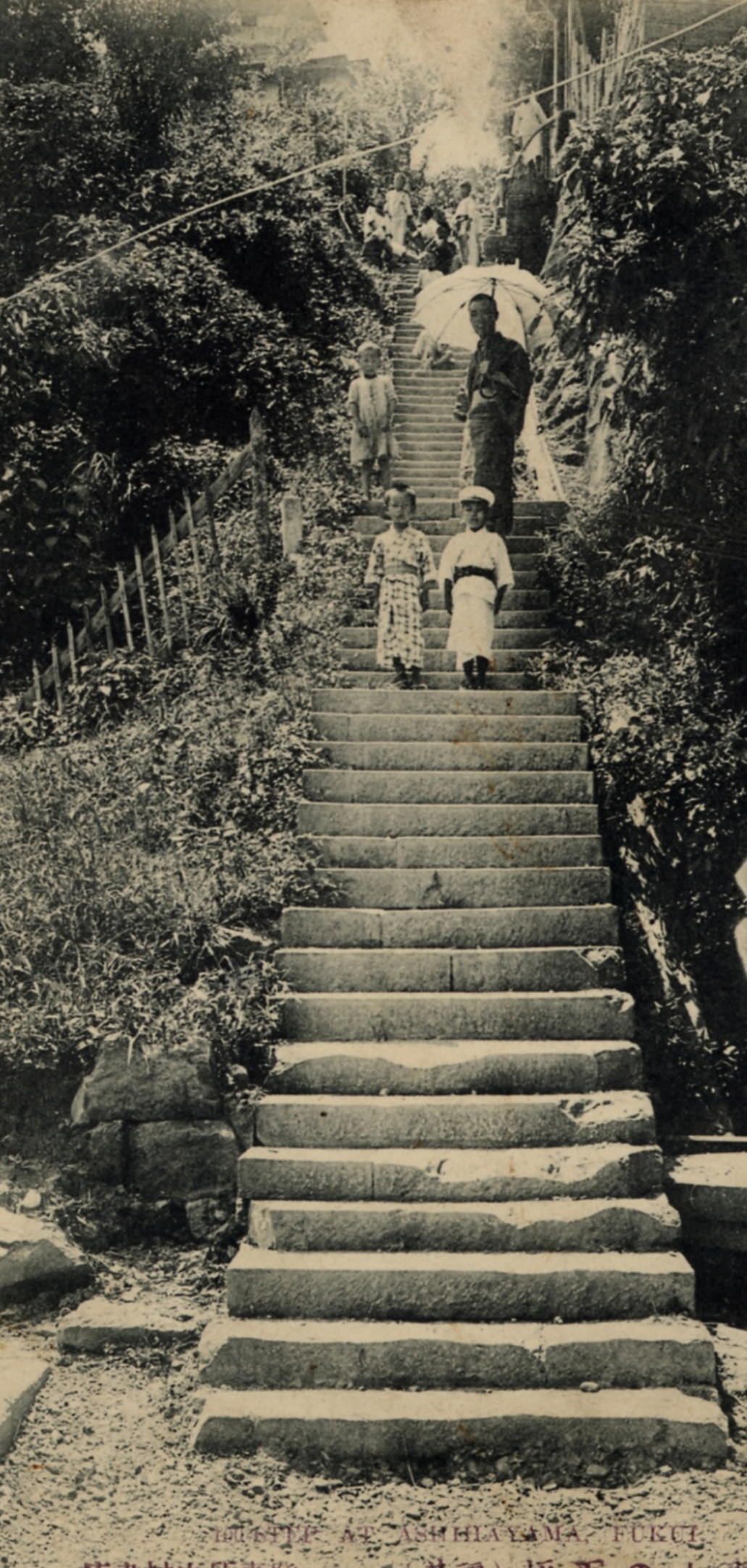
戦前の百坂(絵葉書)

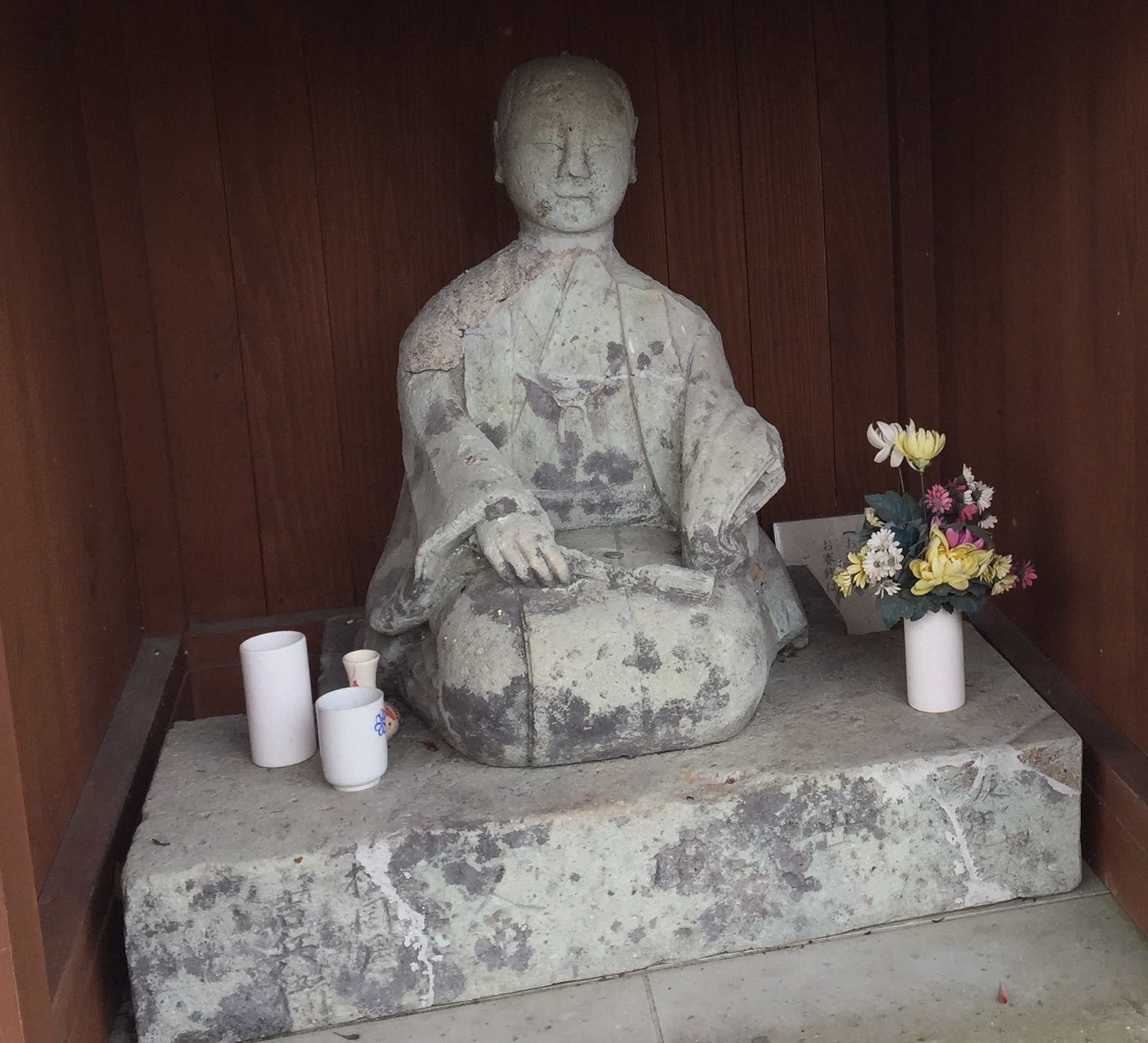
松岡屋吉兵衛石像

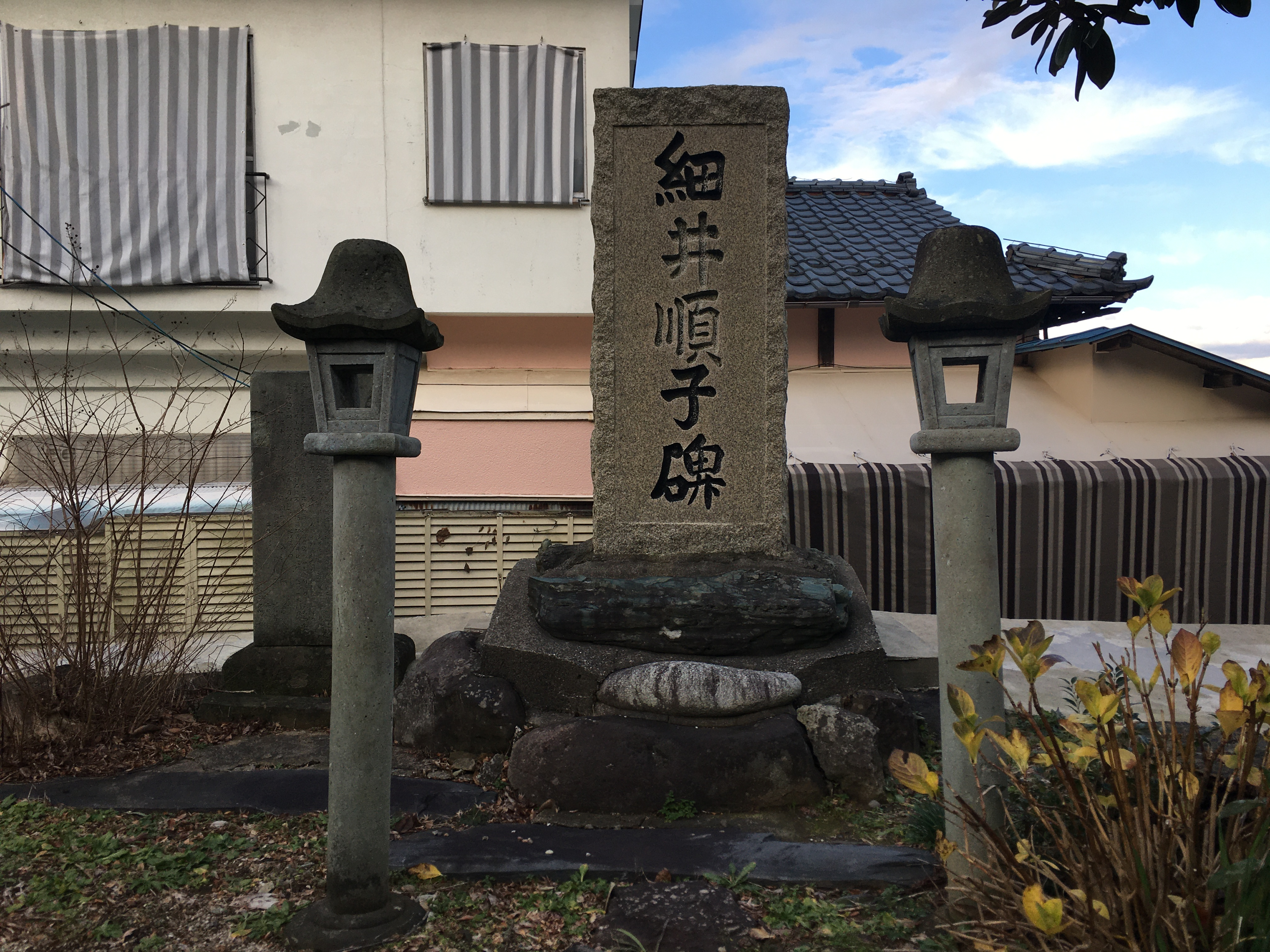
細井順子碑

## 由来
天正4年（1576年）、柴田勝家が一乗谷から愛宕大権現社を足羽山に移したことから愛宕坂が作られた。その後、福井城下立矢町の商人松岡屋吉兵衛が、文政11年(1828年)に愛宕坂、百坂の修復にあたった。吉兵衛は、足羽山に登る道が険しく人々が困っているため、ひろく寄付金を募って、笏谷石での石段をつくる大工事を7年の歳月をかけて行った。その後、吉兵衛の功績を残そうと同じ笏谷石で、石工たちが松岡屋吉兵衛像をつくった。

## 歴史

### 概略
- 1575年(天正3年)、柴田勝家が一乗谷から愛宕大権現社を足羽山に移したのに伴い整備[4]。
- 1601年(慶長6年)、結城秀康が、越前藩主として入国、愛宕山に上る[5]。
- 1828年(文政11年)3月、松岡屋吉兵衛(福井立矢町の商人)が戸毎に寄付金を募り足羽山の両国坂（愛宕坂・百坂）を修復した[6]。
- 1996年、福井市歴史の道整備(1996年3月 - )により整備開始[7]。

## 福井市歴史の道構想
- 愛宕坂周辺は、1862年（文久2年）に福井藩士と大垣藩の藩士同士による志士たちの交流が始まった場所であり、松平家の菩提寺には橘曙覧の弟子である国学者「河津直人」や画家「山田介堂]」の墓がある。また、橘曙覧の旧居「黄金舎」、松平春嶽が命名した料亭「五嶽楼」があることから、福井市政策審議室が「福井歴史の道構想」を推進[8]。後に「五嶽楼」の跡地に福井市橘曙覧記念文学館がオープンすることになる。

## 横坂と百坂
- 愛宕坂の東にある狭い急勾配の坂道のことを「百坂」と呼ばれ、階段は173段ある[9]。
- 登り口の斎殿清水（ゆやのしょうず）の泉は、昭和初期まで足羽神社のご神水として用いられた。百坂は、そのご神水を運ぶために整備された[10]。
- 百坂と愛宕坂の五嶽楼横を結ぶ坂のことを「横坂」と呼ばれる[11]。

## 周辺施設
- 足羽神社
- 継体天皇像
- 福井市立郷土歴史博物館跡福井城模型
- 松岡屋吉兵衛石像
- 橘曙覧記念文学館
- 福井市愛宕坂茶道美術館
- 細井順子碑
- 橘曙見三女建子墓
- 福井市水道記念館